# Néstor Subiat (1966)
Néstor Subiat (Buenos Aires, 23 april 1966) is een Zwitsers voormalig voetballer met Argentijnse achtergrond die speelde als aanvaller. Zijn vader Néstor Subiat was tevens een profvoetballer.

## Carrière
Subiat speelde in de jeugd van FC Mulhouse waarbij ook zijn vader speelde hij speelde gedurende acht seizoenen in de hoofdmacht van deze Franse ploeg. In 1989 werd hij gedurende een seizoen uitgeleend aan RC Strasbourg.
In 1992 tekende hij een contract bij de Zwitserse ploeg FC Lugano waarbij hij twee seizoenen speelde en in 1993 de beker mee won. Hierna stapte hij over naar Grasshopper waar mee hij drie keer kampioen werd in 1995, 1996 en 1998. Hij werd Zwitsers voetballer van het jaar in 1995.
Nadien speelde hij nog bij FC Basel, AS Saint-Étienne, FC Luzern, Étoile Carouge en SC Orange.
Hij maakte op 22 januari 1994 zijn debuut voor Zwitserland, hij speelde in totaal 15 interlands en scoorde daarin 6 keer. Hij nam deel met zijn land aan het WK 1994 in de Verenigde Staten.

## Erelijst
- Grasshopper
  - Landskampioen: 1995, 1996, 1998
- FC Lugano
  - Zwitserse voetbalbeker: 1993
- Persoonlijk
  - Zwitsers voetballer van het jaar: 1995